# Сесар Видал
Сесар Видал Мансанарес (на испански: César Vidal Manzanares) е испански писател, историк и журналист.

## Биография
Той е роден през 1958 година в Мадрид. Възпитаник е на Мадридския университет Комплутенсе. Юрист по образование, той става историк и автор на исторически романи, като публикува десетки книги. Водещ е на популярното историческо радиопредаване „Линтерна“. Известен е с консервативните си възгледи за ислямския фундаментализъм и Испанската гражданска война.

## Частична библиография
- El médico de Sefarad (2004, ISBN 978-84-253-3857-1)
  - „Лекарят от Сефарад“ (2011, ISBN 978-954-330-273-4)
- El testamento del pescador (2004, ISBN 978-84-270-3052-7)
  - „Заветът на рибаря“ (2006, ISBN 978-954-320-054-2)